# Русская Народная Республика Лемков
Русская Народная Республика Лемков (Западно-Лемковская Республика, Русская народная республика, Лемко-Русинская Республика; лемк. Руска Народна Република Лемкiв) — государственно-политическое образование, существовавшее в 1918—1920 годах на территории Лемковщины.

## История
Основание республики во Флоринке 5 декабря 1918 явилось следствием Первой мировой войны, распада Австро-Венгерской империи и желанием лемков и других подобных им этническим группам получить независимость как от Австро-Венгерской империи, так и от Польши.
Республику возглавил Президент Центрального Национального Совета, юрист, доктор Ярослав Качмарчик. Он вышел из польского правительства в марте 1920 года.
Как имеющая русофильскую направленность, республика сначала планировала объединение с демократической Россией и была против объединения с Западноукраинской Народной Республикой. Но поскольку объединение с Россией не представлялось на тот момент возможным, была выдвинута идея присоединиться к Подкарпатской Руси на южных склонах Карпат, как автономная провинция Чехословакии.

## Захват Польшей
12 марта 1920 года польские войска заняли территорию РНРЛ и ликвидировали республику. Её лидеры предстали перед польским судом по обвинению в государственной измене, но были оправданы, так как защита доказала, что они никогда не являлись гражданами Польши.
Это государство имело сходную историю с Команчанской Республикой в восточной Лемковщине.